# Kari Ukkonen
Kari Ukkonen (ur. 19 lutego 1961 w Kuopio) – były fiński piłkarz występujący na pozycji obrońcy lub pomocnika.

## Kariera klubowa
Ukkonen zawodową karierę rozpoczynał w sezonie 1980 w klubie Kuopion Palloseura. W jego barwach grał przez trzy sezony. W 1983 roku podpisał kontrakt z belgijskim Cercle Brugge. W sezonie 1984/1985 zdobył z nim Puchar Belgii. W następnym sezonie ponownie dotarł z Cercle do finału Pucharu Belgii, jednak tym razem jego zespół przegrał tam 0:3 z Club Brugge.
W 1986 roku odszedł do innego pierwszoligowego klubu - KSC Lokeren. Spędził tam sezon 1986/1987, w którym zajął z zespołem 4. miejsce w lidze i awansował z nim do Pucharu UEFA. W barwach Lokeren zagrał w 32 ligowych spotkaniach i strzelił w nich 8 goli.
W 1987 roku został graczem Anderlechtu. Od początku był jego graczem rezerwowym. W sezonach 1987/1988 oraz 1988/1989 zdobywał z klubem Puchar Belgii, a w sezonie 1990/1991 sięgnął z nim po mistrzostwo Belgii. W 1991 roku trafił do Royalu Antwerp, w którym spędził dwa kolejne sezony. W 1993 roku odszedł do francuskiego trzecioligowca - LB Châteauroux. W sezonie 1993/1994 awansował z nim do Ligue 2. W 1996 roku zakończył karierę.

## Kariera reprezentacyjna
W 1980 roku był uczestnikiem Letnich Igrzysk Olimpijskich, z których jego reprezentacja odpadła po fazie grupowej. W 1983 roku zadebiutował w reprezentacji Finlandii, w meczu z Polską. W tym samym roku wybrano go Fińskim Piłkarzem Roku. W drużynie narodowej grał do 1996 roku. W sumie zagrał w niej 59 razy i zdobył 4 bramki.

## Kariera trenerska
Po zakończeniu kariery Ukkonen został trenerem. W latach 2002–2003 prowadził kadrę U-21, a w 2004 roku był szkoleniowcem Turun Palloseura. Od tego czasu pozostaje bez klubu.